# Interview (periodico)
Interview è un periodico statunitense creato dagli artisti Andy Warhol, John Wilcock e Gerard Malanga nel 1969 che si occupava principalmente di celebrità anche se veniva reputata una pubblicazione di genere alternativo.

## Storia
Interviste a personaggi dello spettacolo sono apparse successivamente sul libro The Philosophy of Andy Warhol: From A to B and Back Again. dello stesso Warhol. Numerosi fotografi hanno incominciato la loro carriera grazie ad Interview tra cui i noti Herb Ritts, Matthew Rolston, Bruce Weber e David LaChapelle.
Nel maggio 2018 è stata annunciata la chiusura della pubblicazione e la messa in liquidazione della società editrice.